# Gustav Andersson (fotograf)

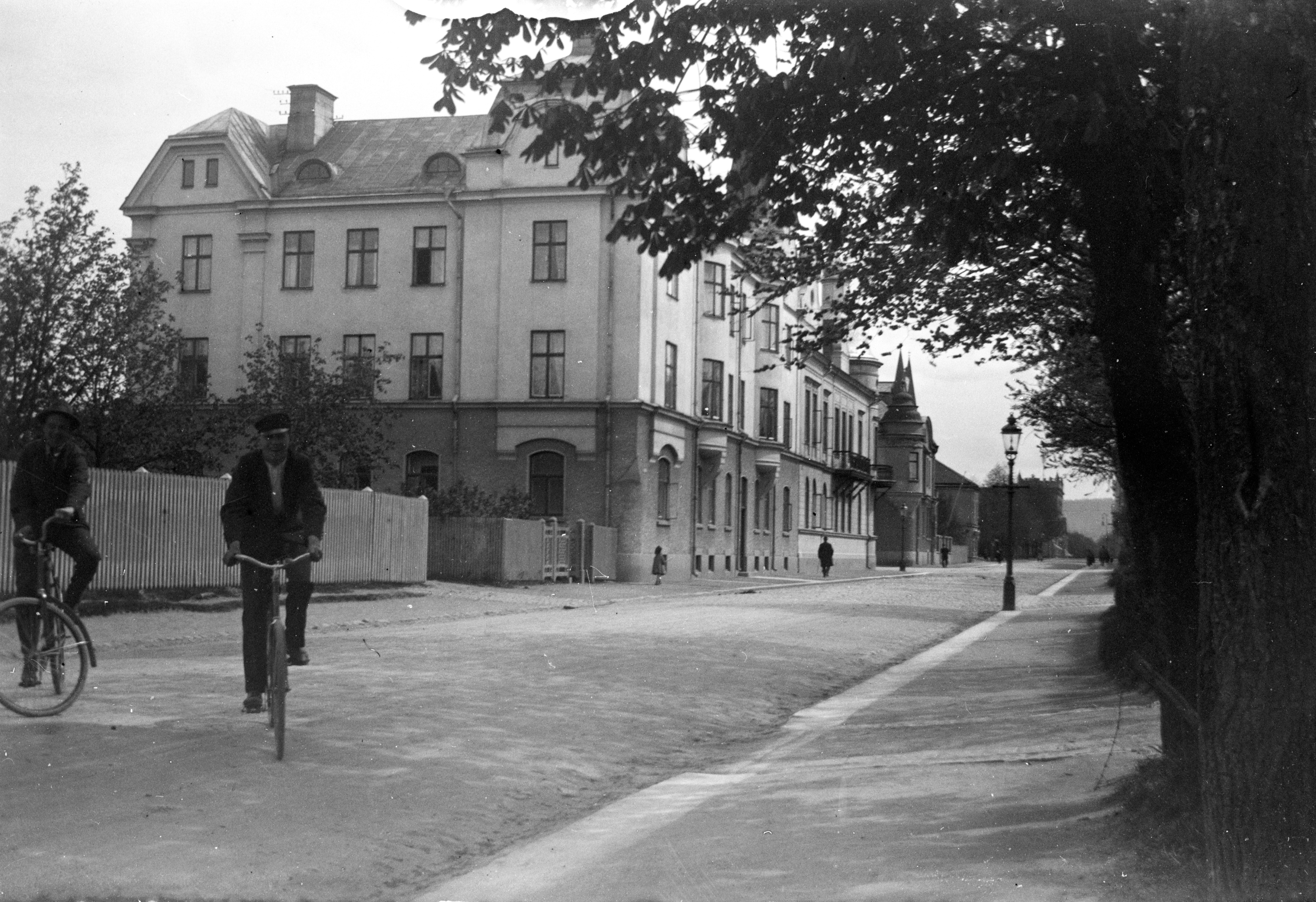
Brunnsgatan i Jönköping.

Gustav Albert Andersson, född 1898, död 1966, var en svensk fotograf. Han har framför allt speglat arbetarfamiljers sociala liv i Jönköping, där han var bosatt hela sitt liv.
Gustav Anderssons far arbetade på tryckeriet på en av Jönköpings tändsticksfabriker, där askarnas etiketter trycktes. Han började också själv arbeta där efter skolgång. Han insjuknade ung i tuberkulos och behandlades på Eksjö sanatorium 1921–1922.. Efter det att han skrivits ut, återvände han inte till fabriken, utan etablerade sig som fotograf. Han dokumenterade från 1920-talet och till sin död 1966 vardag och helg i stadslivet. 
År 1984 fick Jönköpings läns museum överlämnat flera skokartonger och boxar med 30.000 negativ och kopior. 
Gustav Andersson förblev livet igenom ogift.

## Bildgalleri

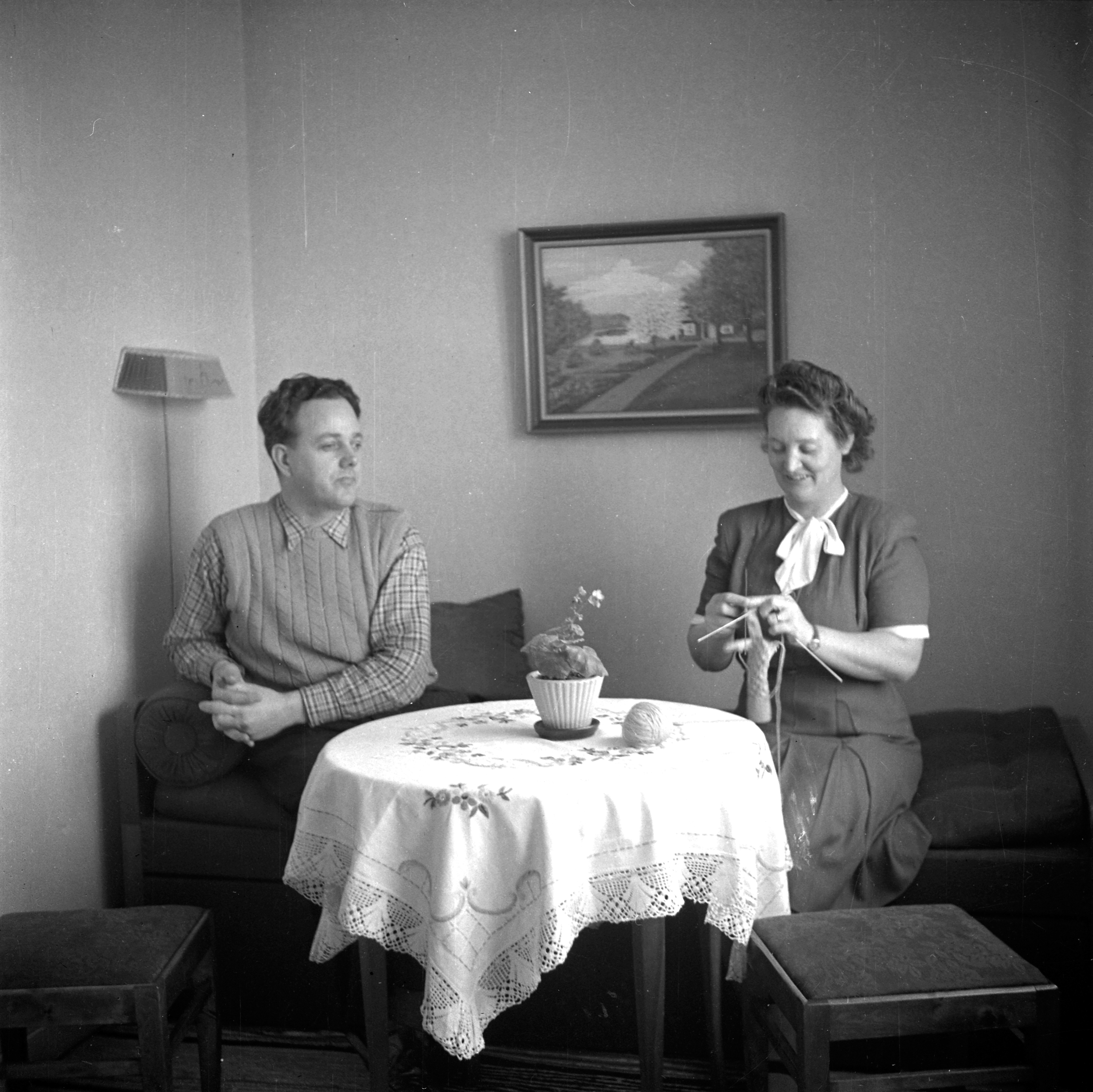
Paret Valter och Elvy Freding i sitt vardagsrum
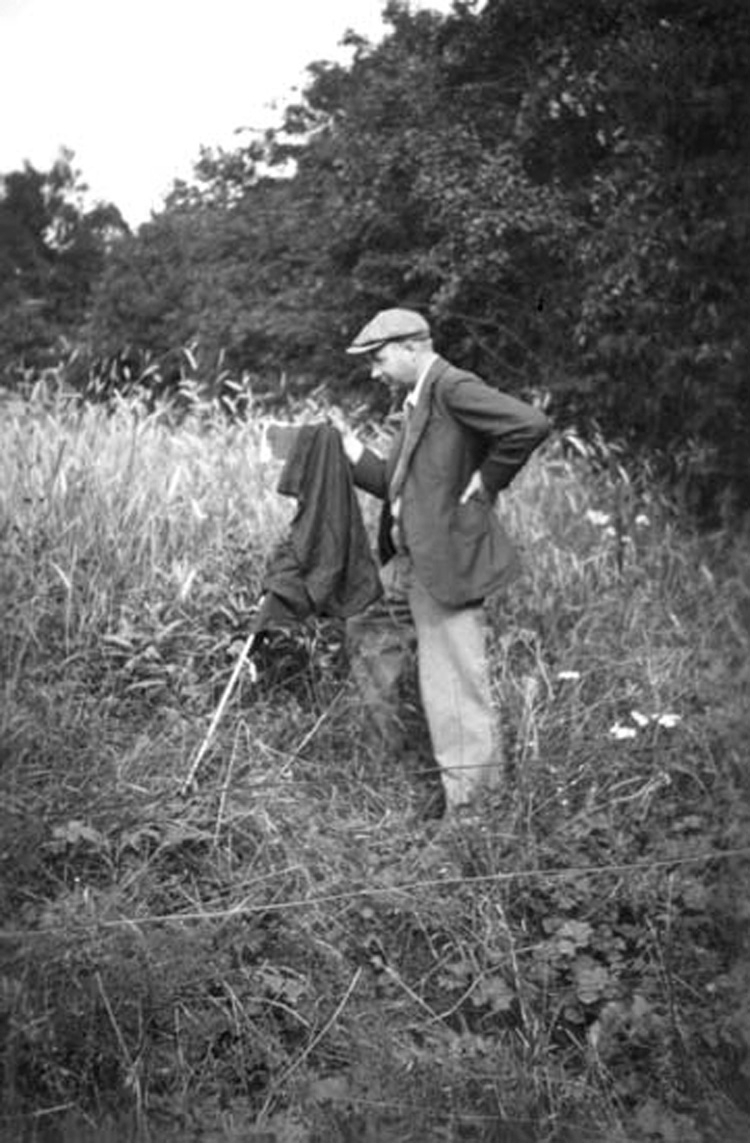
Gustav Andersson
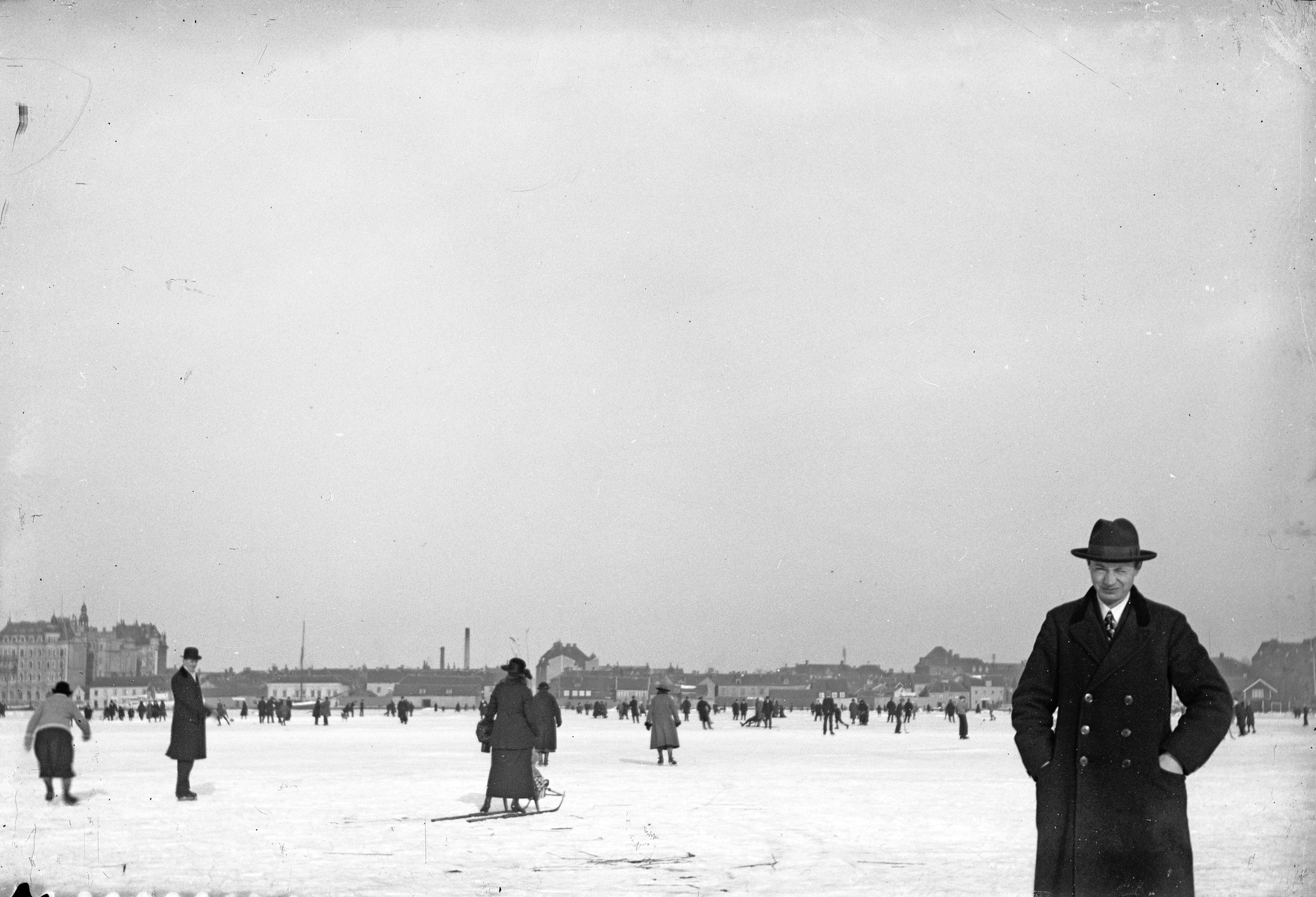
Skridskoåkare på Munksjön
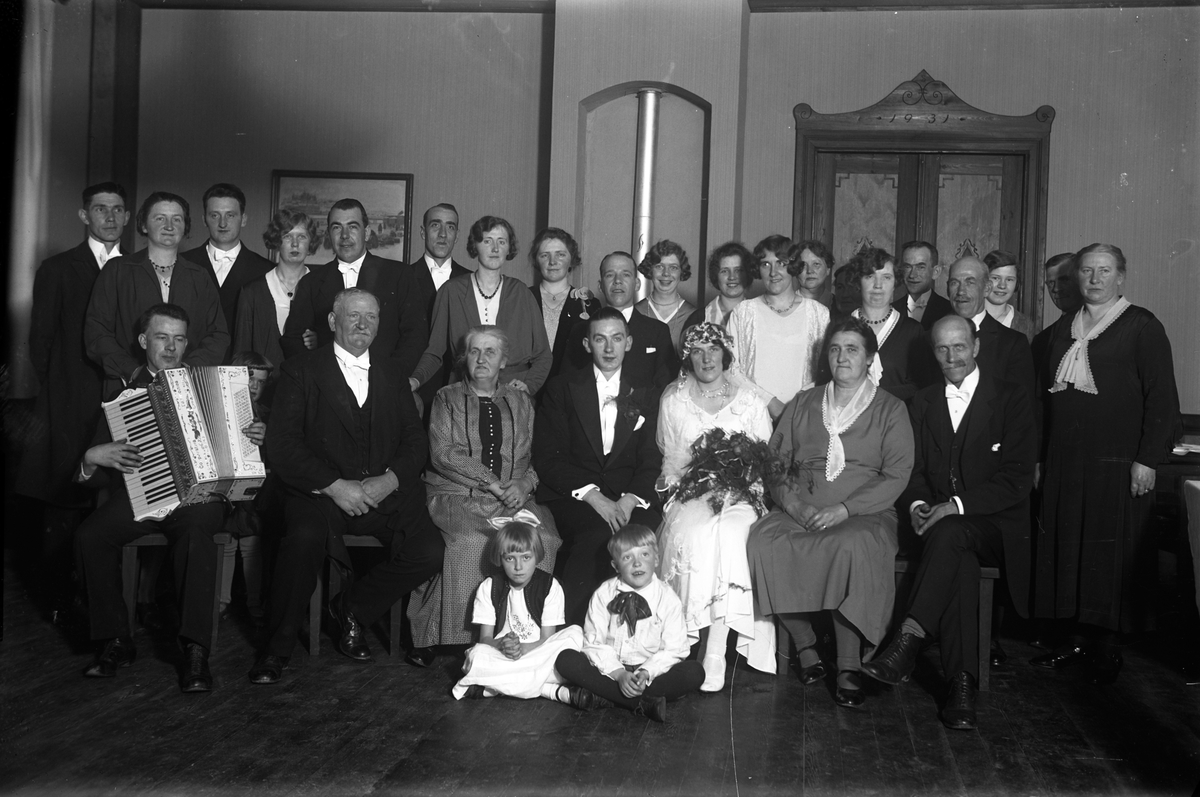
Brudpar i Jönköping med släkt och vänner
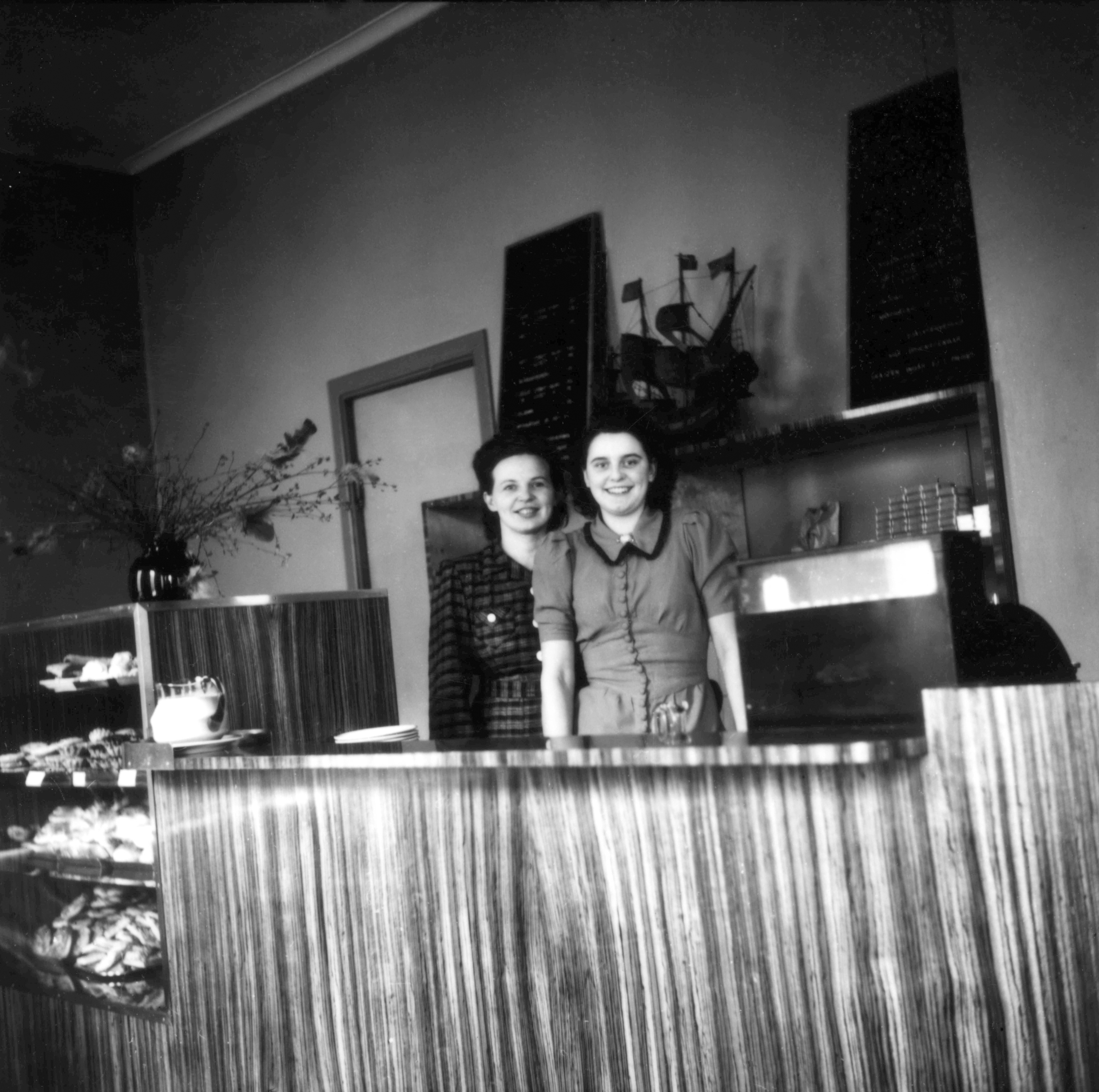
Viola Viberg och Kerstin Andersson i kaffebaren på Västra Storgatan/Barnarpsgatan i Jönköping
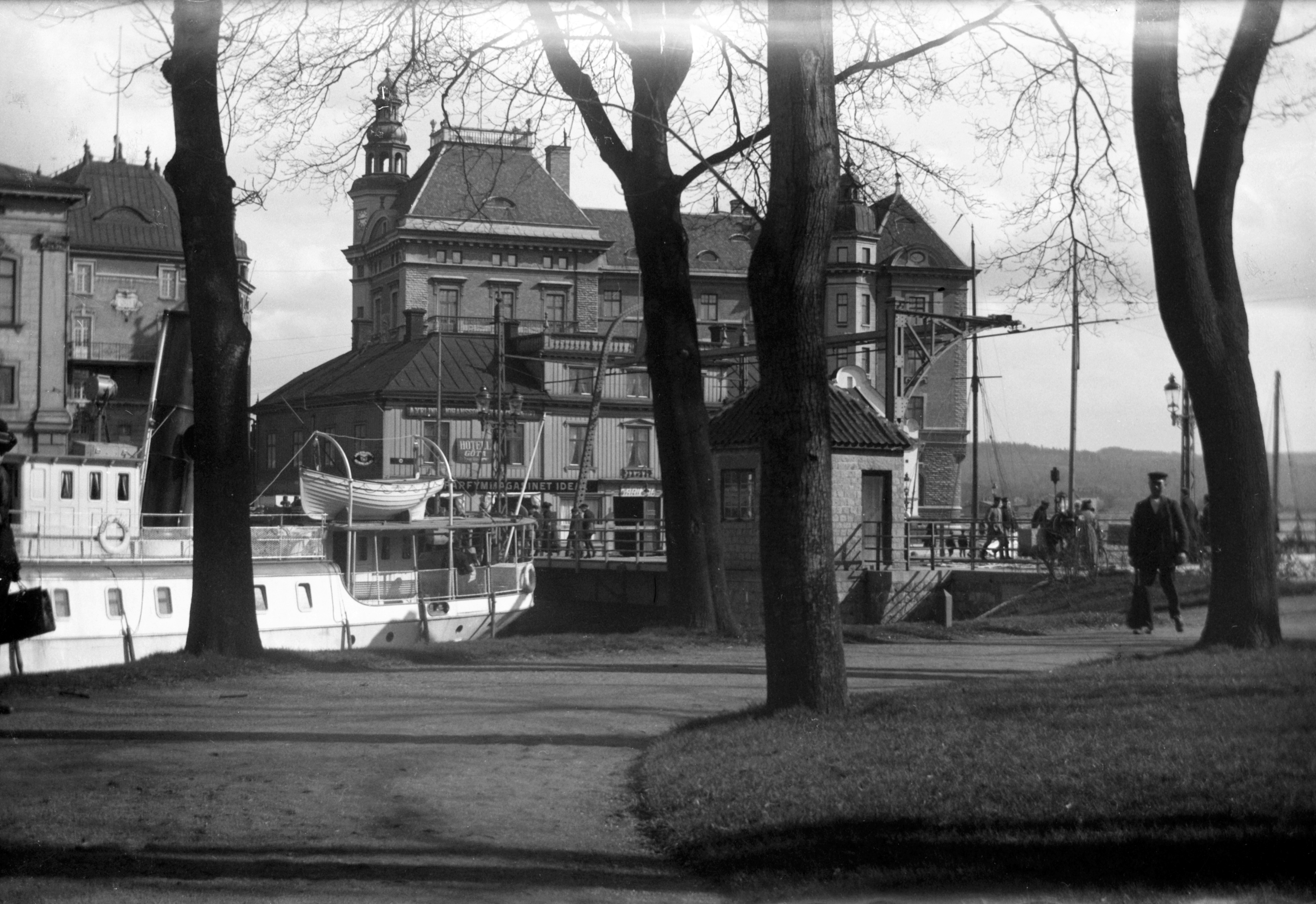
Hamnkanalen i Jönköping
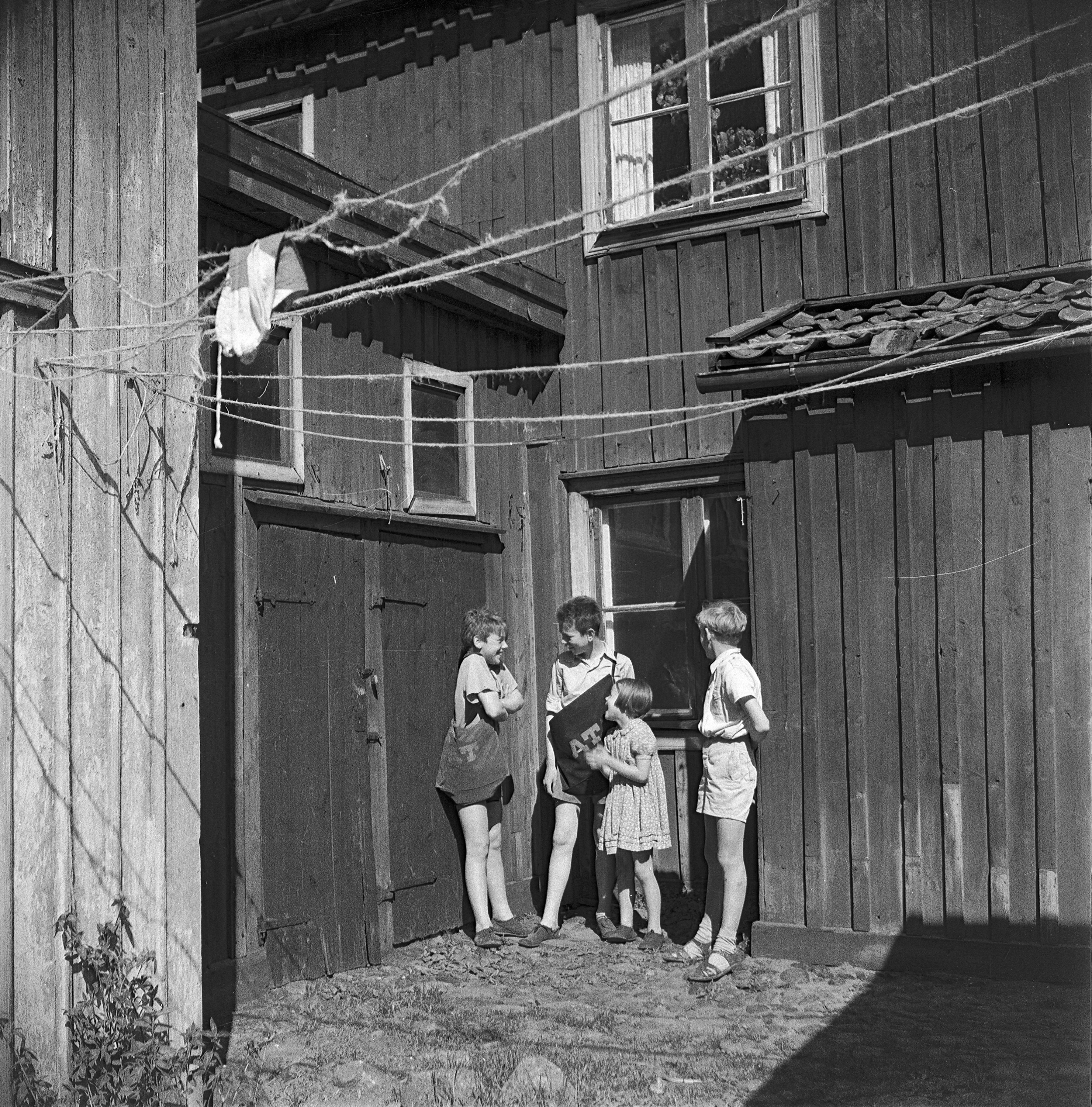
Lekande barn på bakgård i Jönköping
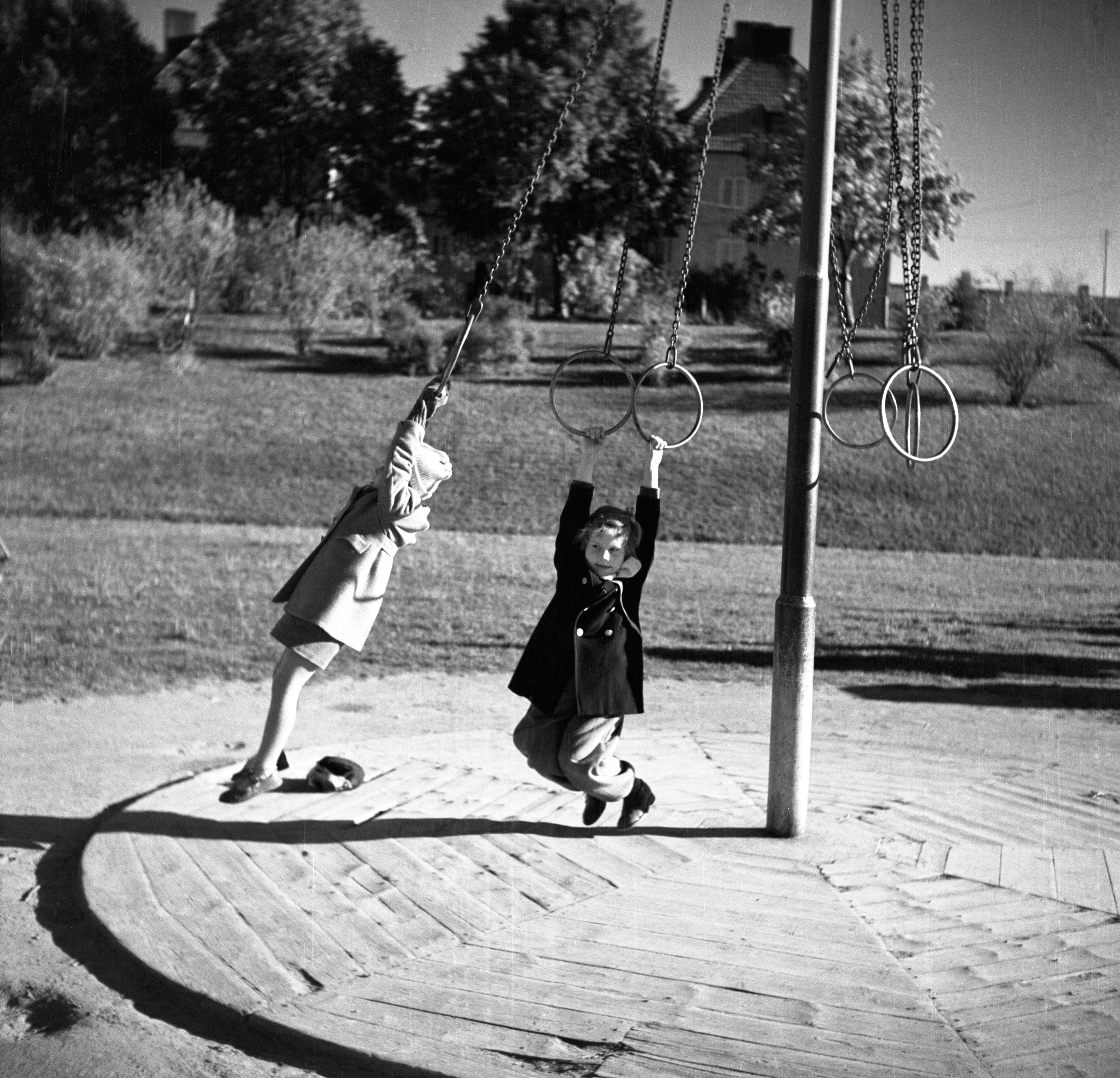
Lekande barn i Friaredalen i Jönköping